# Penyal d'Ifac
Penyal d'Ifac este o arie protejată (sit de importanță comunitară — SCI) din Spania întinsă pe o suprafață de 83,21 ha, integral pe uscat.

## Localizare
Centrul sitului Penyal d'Ifac este situat la coordonatele 38°38′05″N 0°04′35″E / 38.6348°N 0.0764°E.

## Înființare
Situl Penyal d'Ifac a fost declarat sit de importanță comunitară în decembrie 1997 pentru a proteja 2 specii de plante și 3 specii de animale.

## Biodiversitate
Situată în ecoregiunea mediteraneană, aria protejată conține 4 habitate naturale: Pante stâncoase calcaroase cu vegetație casmofită, Pseudostepă cu ierburi și specii anuale de Thero-Brachypodietea, Tufărișuri termo-mediteraneene și de pre-deșert, Faleze cu vegetație de Limonium spp. endemic de pe coastele mediteraneene.
La baza desemnării sitului se află mai multe specii protejate:
- plante (2): Helianthemum caput-felis, Silene hifacensis
- păsări (3): șoim călător (Falco peregrinus), Oenanthe leucura, silvie de tufiș (Sylvia undata)

Pe lângă speciile protejate, pe teritoriul sitului au mai fost identificate 7 specii de plante.